# Lundåkrabukten
Lundåkrabukten este o arie protejată (arie de protecție specială avifaunistică — SPA) din Suedia întinsă pe o suprafață de 2.098,4 ha, integral pe uscat.

## Localizare
Centrul sitului Lundåkrabukten este situat la coordonatele 55°49′26″N 12°53′41″E / 55.8238°N 12.8947°E.

## Înființare
Situl Lundåkrabukten a fost declarat arie de protecție specială avifaunistică în iulie 2000 pentru a proteja 12 specii de animale.

## Biodiversitate
Situată în ecoregiunile continentală și marină Atlantică, aria protejată nu include niciun habitat protejat.
La baza desemnării sitului se află mai multe specii protejate de  păsări (12): erete de stuf (Circus aeruginosus), erete vânăt (Circus cyaneus), lebădă de vară (Cygnus olor), sitar de mal nordic (Limosa lapponica), bătăuș (Philomachus pugnax), ploier auriu (Pluvialis apricaria), ciocântors (Recurvirostra avosetta), chiră mică (Sterna albifrons), chiră de baltă (Sterna hirundo), Sterna paradisaea, chiră de mare (Sterna sandvicensis), fluierar de mlaștină (Tringa glareola).